# 塞尔农河
塞尔农河（法語：Cernon，法語發音：[sɛʁnɔ̃]）是法国奧克西塔尼大區阿韦龙省的河流，是塔恩河的左支流，长30.4千米。